# Kajetan Duszyński
Kajetan Duszyński (12 mei 1995) is een atleet uit Polen, die zich heeft gespecialiseerd in de 400 m. Zijn voornaamste successen boekte hij overigens als lid van een estafetteploeg.

## Loopbaan
Duszyński won tijdens de Olympische Spelen van 2020 met de Poolse ploeg de olympische titel op de 4 x 400 m gemengde estafette. Dit nummer debuteerde in Tokio op het olympisch programma.

## Titels
- Olympisch kampioen 4 × 400 m gemengd - 2020

## Persoonlijke records
Outdoor
| Onderdeel    | Prestatie          | Datum            | Plaats    |
| ------------ | ------------------ | ---------------- | --------- |
| 100 m        | 11,73 s (+1,8 m/s) | 26 juli 2020     | Góra      |
| 200 m        | 21,40 s            | 5 feb 2022       | Poznań    |
| 400 m        | 44,92 s            | 21 augustus 2021 | Bern      |
| 400 m horden | 54,94 s            | 7 juli 2012      | Białogard |

Indoor
| Onderdeel | Prestatie | Datum        | Plaats |
| --------- | --------- | ------------ | ------ |
| 400 m     | 46,71 s   | 6 maart 2022 | Toruń  |

## Palmares

### 400 m
- 2021: HF EKI - 47,21
- 2022: HF WK indoor - 47,21
- 2022: Series WK – 46,57

### 4 x 400 m
- 2017: 9e WK - 3.01,59
- 2018: 5e EK - 3.02,27
- 2019: 15e World Athletics Relays - 3.05,91
- 2021: Series World Athletics Relays - 3.05,04
- 2021: 5e OS - 2.58,46
- 2022: 4e WK indoor - 3.07,81
- 2022: 9e WK - 3.02,51

### 4 x 400 m gemengd
- 2019: 5e World Athletics Relays - 3.20,65[1]
- 2021:  OS - 3.09,87 (AR/OR)
- 2022: 4e WK – 3.12,31

2020: Karol Zalewski, Natalia Kaczmarek, Justyna Święty-Ersetic, Kajetan Duszyński · 
2024: Eugene Omalla, Lieke Klaver, Isaya Klein Ikkink, Femke Bol
- World Athletics: 14526253
- ORCID: 0000-0002-3952-3445